# Trysimia javanica
Trysimia javanica är en skalbaggsart som beskrevs av Stefan von Breuning 1935. Trysimia javanica ingår i släktet Trysimia och familjen långhorningar. Inga underarter finns listade i Catalogue of Life.